# Don't talk to me or my son ever again

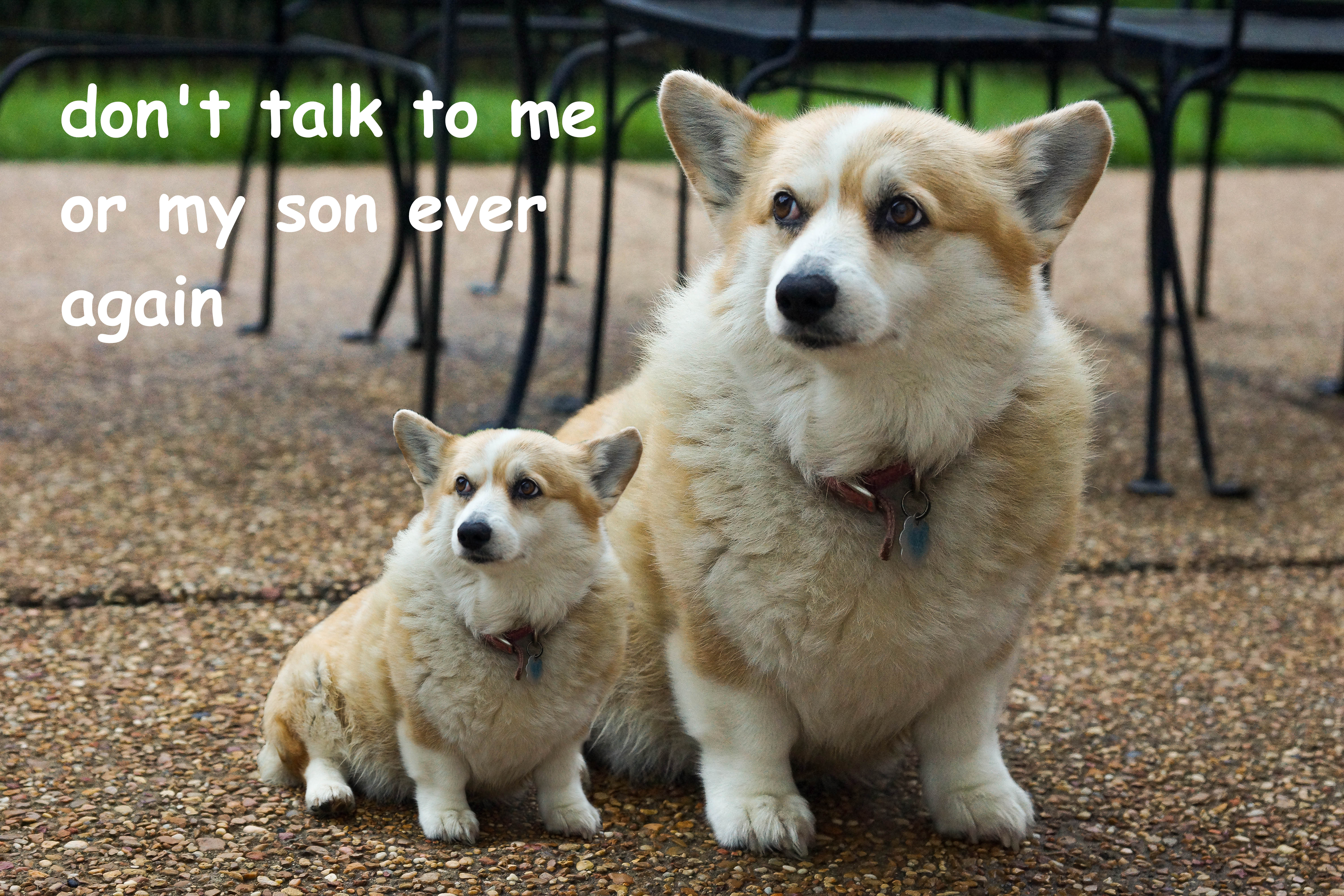
Un meme de Don't talk to me or my son ever again.

Don't talk to me or my son ever again («No vuelvas a hablarme a mí ni a mi hijo nunca más» en español) es un meme de Internet que alcanzó un alto nivel de viralidad en 2016. Las publicaciones del meme generalmente muestran una imagen de un tema, ya sea un producto o una persona, con una miniatura de ese tema como el «hijo» y el uso de la frase. The Verge lo identificó como el «meme del verano» de 2016.

## Historia
El primer uso de la frase Don't talk to me or my son ever again en línea fue en una publicación de Tumblr de 2014 del usuario splendidland. La publicación mostraba un texto en color rojo que mostraba la frase sobre una captura de pantalla de Spike Spiegel en el anime Cowboy Bebop junto a un duplicado más pequeño del personaje. El «hijo» se refería a la miniatura de Spiegel. La publicación obtuvo aproximadamente 6300 notas en marzo de 2016. El segundo uso del meme en Internet fue «don't you EVER talk to me or my son that way again», en una publicación de Tumblr de agosto de 2015 de konkeydongcountry, que mostraba una imagen de dos muñecos Yoshi de diferentes tamaños y la frase. En octubre de 2015, un usuario de Twitter bajo el nombre de yoshibot usó la frase «don't you ever talk to me or my son again» en una imagen que publicó mostrando dos disfraces de Yoshi, uno mucho más grande que el otro.
Vocativ sugirió una publicación en Twitter de ghostmajesty el 30 de noviembre de 2015 usando la frase es lo que inició el lanzamiento de la publicidad del meme. The Daily Dot escribió que el meme «explotó en popularidad» entre febrero y marzo de 2016 en servicios como Tumblr, Twitter y Facebook, y publicaciones como Paper también cubrieron el meme en esta época. Hasta marzo de 2016, la frase se ha utilizado en 47 727 publicaciones de Twitter, según Vocativ. PopSugar escribió que «Una mezcla de mal photoshop y luego fotos reales han hecho de este meme uno que puedes mirar una y otra vez». Sitios web como Smosh y Gurl.com hicieron compilaciones de sus publicaciones favoritas del meme. En agosto de 2016, Kaitlyn Tiffany de The Verge identificó «No vuelvas a hablar conmigo ni con mi hijo nunca más» como el «meme del verano». En una lista de fin de año, la revista Slate etiquetó el meme como «un sustituto de todo lo que estuvo mal en 2016 en la primera mitad de este año».

## Concepto
La mayoría de las publicaciones del meme Don't talk to me or my son ever again utilizan una miniatura de una persona más grande en la imagen como el «hijo». Sin embargo, también hay otras formas del meme que utilizan versiones reales de menor tamaño de un producto para el hijo, en lugar de utilizar una imagen de menor tamaño de ese producto realizada mediante edición de imágenes. También hay versiones del meme que no utilizan una copia más pequeña de un tema grande, sino que se burlan del tema, como por ejemplo una publicación en la que Justin Bieber es el «hijo» de Ellen DeGeneres. Otro ejemplo del meme es una publicación en Twitter de Danny DeVito y Bernie Sanders, que señala sus similitudes en comportamiento pero discrepancias en altura. Un periodista de la revista New York opinó que las publicaciones más raras del meme eran de Tumblr.